# 박홍철
박홍철(1967년 6월 12일 ~)은 삼성 라이온즈의 전 야구 선수다.

## 출신 학교
- 신일고등학교
- 중앙대학교

## 같이 보기
- 1990년 삼성 라이온즈 시즌